# John Corrie
John Alexander Corrie (ur. 29 lipca 1935 w Kirkcudbright) – brytyjski polityk, rolnik, poseł do Izby Gmin, od 1994 do 2004 deputowany do Parlamentu Europejskiego.

## Życiorys
Kształcił się w Kirkcudbright Academy, George Watsons College w Edynburgu i w Lincoln Agricultural College w Nowej Zelandii. Zajął się działalnością rolniczą. Przystąpił do Partii Konserwatywnej, był przewodniczącym organizacji młodych szkockich unionistów.
Od 1974 do 1987 przez cztery kadencje był deputowanym do Izby Gmin, początkowo z okręgu Ayrshire North and Bute, od 1983 z okręgu Cunninghame North.
W 1975 i od 1977 do 1979 pełnił funkcję delegata do Parlamentu Europejskiego. Mandat europosła uzyskiwał w wyborach powszechnych w 1994 i 1999. Należał do frakcji chadeckiej, pracował m.in. w Komisji Rozwoju i Współpracy. W PE zasiadał do 2004.